# Guillermo Francisco Escobar Galicia
Guillermo Francisco Escobar Galicia (* 2. April 1955 in Otumba, Bundesstaat México) ist ein mexikanischer Geistlicher und römisch-katholischer Bischof von Teotihuacan.

## Leben
Guillermo Francisco Escobar Galicia empfing am 13. August 1983 das Sakrament der Priesterweihe für das Bistum Texcoco.
Am 3. Dezember 2008 ernannte ihn Papst Benedikt XVI. zum ersten Bischof des mit gleichem Datum errichteten Bistums Teotihuacan. Der Erzbischof von Tlalnepantla, Carlos Aguiar Retes, spendete ihm am 24. Februar 2009 die Bischofsweihe; Mitkonsekratoren waren der Apostolische Nuntius in Mexiko, Erzbischof Christophe Pierre, und der Erzbischof von Tegucigalpa, Óscar Kardinal Rodríguez Maradiaga SDB.